# Oedenburger Proletarier
Der Oedenburger Proletarier war eine deutschsprachige Tageszeitung, die im Juli und August 1919 in Ödenburg (ung. Sopron) in der kurzlebigen Ungarischen Räterepublik erschienen ist. Sie entstand durch die Zusammenlegung der beiden kommunistischen Lokalblätter Der Proletarier und Oedenburger Arbeiterrat, wobei letzteres, gegründet am 1. April 1919, die "sozialisierte" Nachfolge der zeitweise eingestellten Oedenburger Zeitung antrat.

## Geschichte
Der Oedenburger Proletarier und seine ebenfalls täglich erscheinenden Vorgängerblätter dienten als Organ des Revolutionsrates und der ihm unterstellten ungarischen Roten Armee. Sie veröffentlichten propagandistische Nachrichten zum Revolutionsgeschehen sowie Berichte, Verlautbarungen und Aufrufe der Sozialistisch-Kommunistischen Partei und der Revolutionsregierung. Dabei sollten sie bei den deutschsprachigen Bewohnern Westungarns um Unterstützung im Bürgerkrieg werben und zur Gleichschaltung der Gesellschaft und der staatlichen Institutionen beitragen. Ein Mittel hierfür war auch die Propagierung der marxistischen Ideologie. Ein wichtiges Anliegen war überdies die Beantwortung von Meldungen aus der antikommunistischen Presse Österreichs. Nach dem Sturz der kommunistischen Regierung am 1. August 1919 infolge des Einmarsches rumänischer Truppen erklärte sich die Zeitungsredaktion als "sozialistisch" und antikommunistisch und propagierte eine Politik der "Versöhnung", musste jedoch angesichts der einsetzenden "weißen" Repressionen bald das Erscheinen des Blattes einstellen.

„Die großen Umwälzungen der glorreichen Revolution auf innerpolitischem und wirtschaftlichen Gebiete, haben die Zeitungen vor wichtige Aufgaben gestellt. Das Proletariat muß durch die Presse nicht nur von allen wichtigen Tagesereignissen benachrichtigt, sondern auch als Kulturvolk erzogen werden. Die Waffe im Streben für das edle hohe Ziel muß noch kräftiger und wirksamer gemacht werden, um soartig inmitten der gewaltigen Evolution der großen Zeit dem Endsiege des Proletariats näher zu kommen. Und wie kann dies geschehen? Nur durch richtige Propaganda, durch die Presse, das Sprachrohr des arbeitenden Volkes, des Proletariers. (...) Hoch die Proletarierdiktatur!“